# Hong Seo-young
Hong Seo-young (hangul: 홍서영, 7 de enero de 1995), es una actriz surcoreana.

## Carrera
Es miembro de la agencia CJes Entertainment.
Su carrera se ha centrado particularmente en el ámbito de los musicales, aunque desde 2017 también ha actuado en series dramáticas.
Debutó como actriz de musicales en 2016 con el papel de Sybill Baen en Dorian Gray, que se representó en septiembre y octubre de ese año en el Seongnam Art Center Opera Theatre.
En 2017 interpretó el personaje de Chae Yoo-na, exnovia del protagonista (Lee Hyun-woo) y cantante que sueña con volver a triunfar, en The Liar and His Lover. También participó en el drama especial de KBS2 Bad Families emitido el 15 de octubre de ese año con el papel de Kim Na-na, una chica que pasa de estudiante modelo a adolescente rebelde en conflicto con su familia.
En 2018 actuó en la serie web 좀 예민해도 괜찮아 (Está bien si eres un poco sensible) como Chaeah Yoon, una joven universitaria que afronta los problemas de la vida en el campus.
En 2019 actuó en la serie Her private life, interpretando el papel de Da-in, una artista gráfica que siente un amor no correspondido por el protagonista, Ryan Gold (Kim Jae-wook), director de un museo en Seúl. Ese mismo año fue Diana en la serie Absolute boyfriend, la heredera de un grupo chaebol que tras su bella apariencia esconde un carácter frío y despiadado. En el ámbito de los musicales, se unió al reparto de Escuela Militar Shinheung, un espectáculo musical creado y supervisado por el ejército coreano para celebrar el centenario del movimiento independentista del país, que celebra sus orígenes en esta escuela durante la lucha por la independencia durante el período colonial japonés. Desde el 16 de agosto del mismo año protagonizó otro musical, Hedwig, con el personaje de Yitzhak, con el que demostró su expresividad y amplio rango vocal en un papel muy exigente.
En abril de 2020 actuó en el Dream Art Center en Daehangno, Seúl, para el musical rock femenino Lizzie, con el papel de Emma Borden, la hermana mayor de la protagonista. A finales de ese año, y hasta el 28 de febrero de 2021, Hong Seo-young debutó en teatro con la Costanze Weber de Amadeus, de Peter Shaffer.

## Filmografía

### Musicales
| Año  | Título                    | Papel       | Notas                                                                        | Ref.          |
| ---- | ------------------------- | ----------- | ---------------------------------------------------------------------------- | ------------- |
| 2016 | Dorian Gray               | Sybil Bane  | Seongnam Art Center Opera House, 3/9-29/10 2016                              | [ 15 ]        |
| 2017 | Napoleón                  | Josefina    | Charlotte Theatre, 7-22/10 2017                                              |               |
| 2019 | Escuela Militar Shinheung | trompeta    | BBCH Hall of Gwanglim Art Center, Seúl, 27/2-21/4 2019 (en gira hasta junio) | [ 11 ]        |
| 2019 | Hedwig                    | Yitzhak     | Gran Teatro del Centro de Arte Daehangno, Universidad Hongik, 16/8-3/11 2019 | [ 12 ]        |
| 2020 | Lizzie                    | Emma Borden | Dream Art Center 1, 2/4-21/6 2020                                            | [ 13 ]        |
| 2021 | Gwanghwamun Sonata        | Past Sua    | Seoul Art Center Opera House, 16/7-5/9 2021                                  | [ 16 ] [ 17 ] |
| 2022 | Charmy                    |             | Plus Theatre, Jongno-gu, Seúl, desde el 22/4/2022                            | [ 18 ]        |

### Series de televisión
| Año  | Título                                                  | Papel         | Canal | Notas                          | Ref.   |
| ---- | ------------------------------------------------------- | ------------- | ----- | ------------------------------ | ------ |
| 2017 | The Liar and His Lover                                  | Chae Yoo-na   | tvN   | 16 episodios                   | [ 4 ]  |
| 2017 | Bad families                                            | Kim Na-na     | KBS2  | KBS Drama special, un episodio | [ 6 ]  |
| 2018 | Children of a Lesser God                                | Cheon Soo-in  | OCN   |                                | [ 19 ] |
| 2018 | 좀 예민해도 괜찮아 (Está bien si eres un poco sensible) | Chaeah Yoon   | -     | drama web - 12 episodios       | [ 7 ]  |
| 2019 | Her private life                                        | Choi Da-in    | tvN   | 16 episodios                   | [ 8 ]  |
| 2019 | Absolute boyfriend                                      | Diana         | SBS   | 40 episodios                   | [ 9 ]  |
| 2022 | The Good Detective                                      | Moon Bo-kyung | JTBC  | Segunda temporada              | [ 20 ] |

### Teatro
| Año     | Título  | Papel           | Notas               | Ref.   |
| ------- | ------- | --------------- | ------------------- | ------ |
| 2020/21 | Amadeus | Constanze Weber | Kwanglim Art Center | [ 14 ] |

### Discografía
- Dorian Gray (2016)
- The Liar and His Lover OST part 6 (2017)

## Premios y nominaciones
| Año  | Premio                    | Categoría               | Papel       | Resultado | Ref.   |
| ---- | ------------------------- | ----------------------- | ----------- | --------- | ------ |
| 2017 | 1.os Korea Musical Awards | Mejor actriz revelación | Dorian Gray | Candidata | [ 21 ] |